# Dušejov
Dušejov (en allemand : Duschau) est une commune du district de Jihlava, dans la région de Vysočina, en République tchèque. Sa population s'élevait à 489 habitants en 2024.

## Géographie
Dušejov se trouve à 12 km à l'ouest de Jihlava à 104 km au sud-est de Prague.
La commune est limitée par Opatov et Zbilidy au nord, par Ježená à l'est, par Boršov au sud, et par Milíčov et Jankov à l'ouest.

## Histoire
La première mention écrite de la localité date de 1238.

## Transports
Par la route, Dušejov se trouve à 14 km de Jihlava et à 119 km de Prague.